# UN-Fonds für Internationale Partnerschaften
Der UN-Fonds für Internationale Partnerschaften (UNFIP) (engl. United Nations Fund for International Partnerships) wurde 1998 als Verbindungsglied zwischen der im gleichen Jahr von Ted Turner gegründeten UN-Stiftung und den Vereinten Nationen eingerichtet. Er wird vom UN-Büro für Partnerschaften (engl. United Nations Office for Partnerships, UNOP) gesteuert, dessen aktueller Leiter Robert Skinner ist.  Die Arbeit des UNFIP wird durch den UNFIP-Beirat überwacht, an dessen Spitze der stellvertretende UN-Generalsekretär steht. Seit 2017 ist Amina J. Mohammed Leiterin des Gremiums.
Der UNFIP unterstützt innovative Partnerschaften mit Unternehmen, Stiftungen und zivilgesellschaftlichen Organisationen, um nachhaltige Lebensbedingungen in Entwicklungsländern zu schaffen. Er mobilisiert Fachwissen, Technologie, Verteilungssysteme, Geldmittel und andere Ressourcen mit dem Ziel, die Millenniums-Entwicklungsziele der Vereinten Nationen von 2015 zu erreichen und das Pariser Klimaabkommen zu unterstützen.
Aufgabenbereiche sind Gesundheit (Impfaktionen, Kampf gegen Malaria und HIV), Rechte von Frauen und Mädchen, Entwicklungsprojekte, Klimaschutzprogramme und Beteiligung von Betroffenen an politischen und wirtschaftlichen Prozessen.
Am 31. Dezember 2017 hatten die genehmigten UNFIP-Projekte zur Umsetzung durch UN-Partner einen Umfang von rund 1,47 Mrd. US-$. Seit 1998 wurden bis zu diesem Zeitpunkt 641 Projekte von 48 Organisationen der Vereinten Nationen in 128 Ländern durchgeführt.

## Nachweise
1. ↑  https://www.un.org/press/en/2015/sga1606.doc.htm abgerufen am 1. Juni 2019
2. ↑  https://www.un.org/partnerships/content/advisory-board abgerufen am 1. Juni 2019
3. ↑  https://www.un.org/partnerships/content/what-unfip abgerufen am 1. Juni 2019